# Polska Socjalistyczna Republika Rad

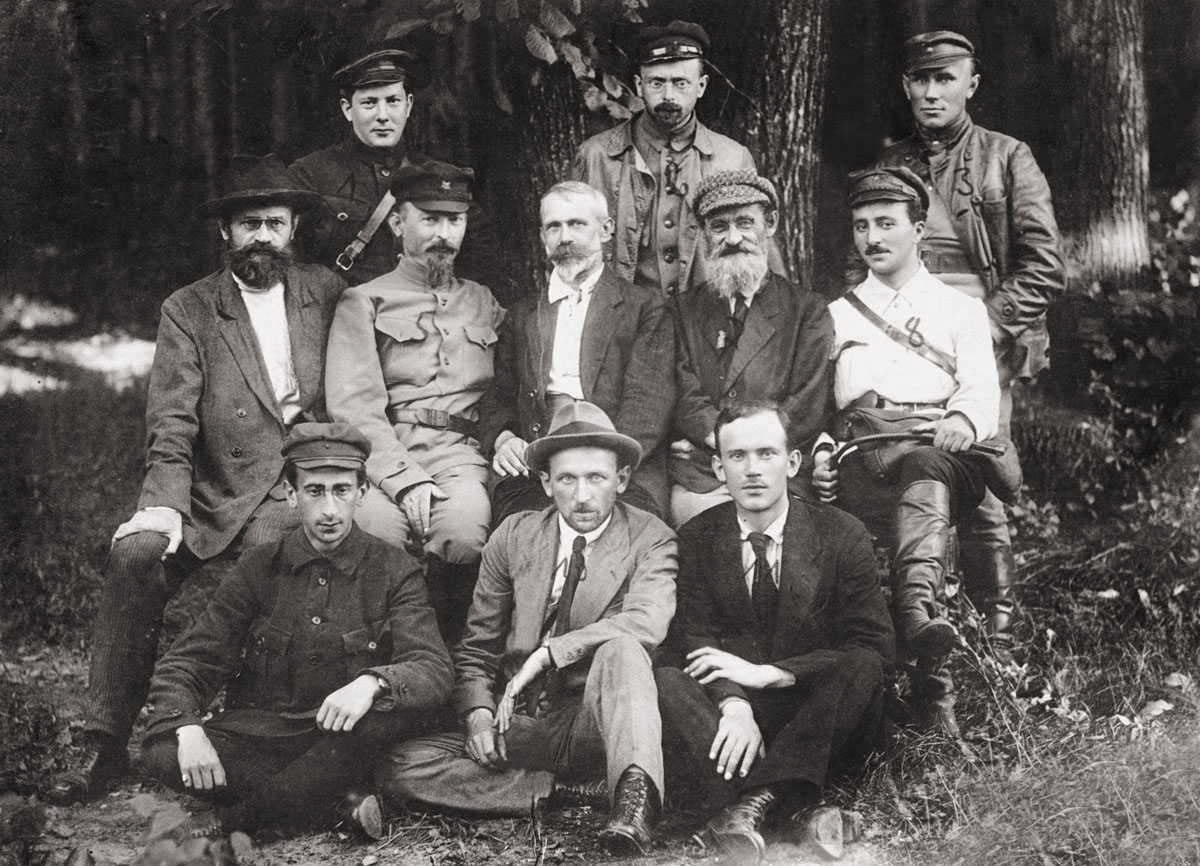
Tymczasowy Komitet Rewolucyjny Polski, początek sierpnia 1920. W centrum: Feliks Dzierżyński, Julian Marchlewski, Feliks Kon, Józef Unszlicht

Polska Socjalistyczna Republika Rad – koncepcja utworzenia z terenów II Rzeczypospolitej polskiej republiki radzieckiej, wchodzącej w skład Rosji Sowieckiej. Niezrealizowana z powodu klęski bolszewików w wojnie polsko-bolszewickiej (1919–1921).

## Historia
Koncepcja propagowana była w czasie wojny polsko-bolszewickiej przez komunistów polskich skupionych w Tymczasowym Komitecie Rewolucyjnym Polski tak zwanym Polrewkomie, który stanowił zaczątek władz komunistycznych na terenach Polski zajętych przez Armię Czerwoną w trakcie ofensywy letniej 1920.
Utworzony przez Rosyjską Partię Komunistyczną (bolszewików) z przekształcenia Biura Polskiego przy Komitecie Centralnym partii bolszewickiej w czasie wojny polsko-bolszewickiej, 23 lipca 1920 w Smoleńsku, z działaczy komunistycznych polskiego pochodzenia przebywających w Rosji Sowieckiej. Komitet przemieszczał się w pociągu pancernym za frontem nacierającej Armii Czerwonej. Odezwę o przejęciu władzy w Polsce ogłoszono 30 lipca w Białymstoku, pierwszym większym mieście na zachód od linii Curzona, zajętym 28 lipca 1920 przez Armię Czerwoną. Krótkotrwałą stałą siedzibą TKRP był Pałac Branickich w Białymstoku.
Polrewkom w Manifeście do polskiego ludu roboczego miast i wsi (autorstwa Feliksa Dzierżyńskiego), ogłoszonym 30 lipca 1920 w Wilnie jako główny cel zapowiadał utworzenie Polskiej Socjalistycznej Republiki Rad.